# Cypa uniformis
Cypa uniformis là một loài bướm đêm thuộc họ Sphingidae. Loài này có ở Trung Quốc, tây bắc Ấn Độ và Borneo.

## Phân loài
- Cypa uniformis uniformis (Trung Quốc)
- Cypa uniformis attenuata Inoue, 1991 (Borneo)
- Cypa uniformis pallens Jordan, 1926 (tây bắc Ấn Độ)